# Crisanto Bosch
Crisanto Bosch Espín (Barcelona, 26 de diciembre de 1907 — ib., 13 de abril de 1981) fue un entrenador y futbolista español que jugaba en la demarcación de centrocampista.

## Biografía
Crisanto Bosch debutó como futbolista en 1926 con el C. E. Júpiter tras llevar varios años en el equipo juvenil del club. Tras un breve paso por el Terrassa F. C., y con el F. C. Barcelona pretendiéndole, Bosch fichó finalmente por el R. C. D. Español. Permaneció en el equipo un total de catorce años, llegando a jugar en 130 partidos en los que marcó un total de veintitrés goles. Además ganó la Copa del Rey en dos de sus ediciones: 1929 y 1940. Tras su retiro como futbolista en 1943, se convirtió en el entrenador del Español junto a Pitus Prat. Tras dos años estando sin equipo, volvió en 1946 para ser de nuevo entrenador del Español. Tras su retirada en esa misma temoprada, se convirtió en el hombre encargado del Estadio de Sarriá.

## Selección nacional
Jugó un total de 8 partidos con la selección de fútbol de España en los que marcó un gol. Su debut fue el 19 de marzo de 1929 en contra Portugal en un partido que acabó con victoria por 5-0 celebrado en Sevilla. Su último partido fue contra Italia, partido que acabó con derrota por 1-0 el 1 de junio de 1934 en la Copa Mundial de Fútbol de 1934.

## Clubes
| Club             | País   | Año       | Partidos | Goles |
| ---------------- | ------ | --------- | -------- | ----- |
| C. E. Júpiter    | España | 1926-1927 | ¿?       | ¿?    |
| Terrassa F. C.   | España | 1927-1928 | ¿?       | ¿?    |
| R. C. D. Español | España | 1928-1943 | 130      | 23    |

## Palmarés

### Campeonatos nacionales
| Título       | Club             | País   | Año  |
| ------------ | ---------------- | ------ | ---- |
| Copa del Rey | R. C. D. Español | España | 1929 |
| Copa del Rey | R. C. D. Español | España | 1940 |